# 1839 en Lorraine
Chronologie de la Lorraine
- 1835
- 1836
- 1837
- 1838
- 1839
- 1840
- 1841
- 1842
- 1843

Cette page est une liste d'événements qui se sont produits durant l'année 1839 en Lorraine.

## Événements

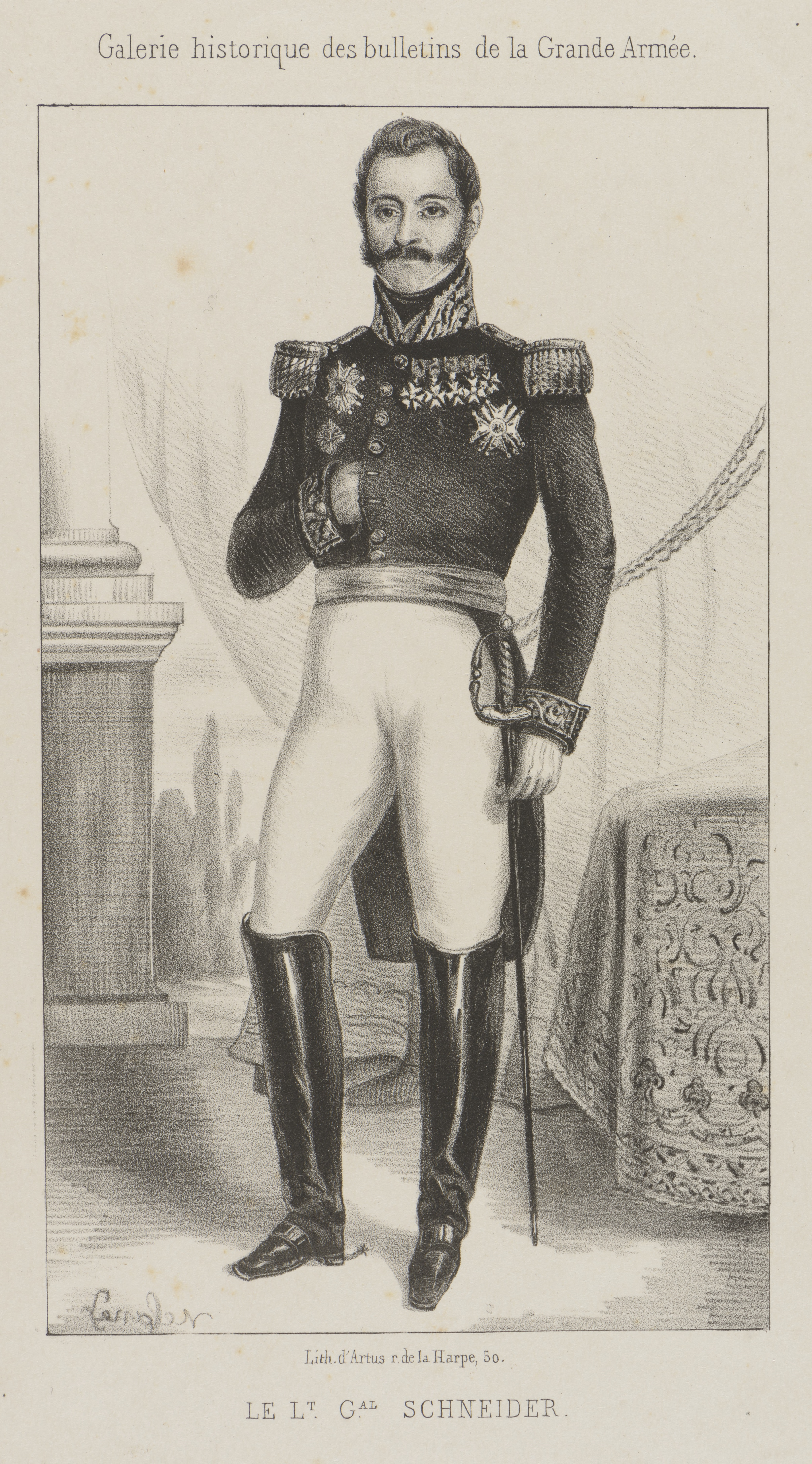
Général Virgile Schneider (1779-1847).

- Sont élus députés de la Meurthe : Joseph François de L'Espée jusqu'en 1848, soutenant la monarchie de juillet; Maurice de Lacoste du Vivier; Charles-Louis Moreau; Pierre François Marchal; Jean-François-Xavier Croissant et Alphée Bourdon de Vatry
- Sont élus députés de la Meuse : Henri Étienne; Jean Landry Gillon; Charles Antoine Génin et Jean-Baptiste Janin
- Sont élus députés de la Moselle : Nicolas Charpentier[1], jusqu'en 1842, siégeant au centre gauche, avec le tiers-parti, il avait déjà été député de la Moselle de 1831 à 1834; Henri-Joseph Paixhans qui siège avec la majorité ministérielle; Narcisse Parant, réélu (190 voix sur 252 votants et 338 inscrits); Virgile Schneider[2]; Louis Marie Vogt d'Hunolstein et Charles-François de Ladoucette.
- Sont élus députés des Vosges : Augustin Doublat; Hector Bresson; Charles Gauguier; Joseph Cuny et Nicolas Joseph Dieudonné.
- Prise de décision pour la construction du Canal de la Marne au Rhin[3].

## Naissances

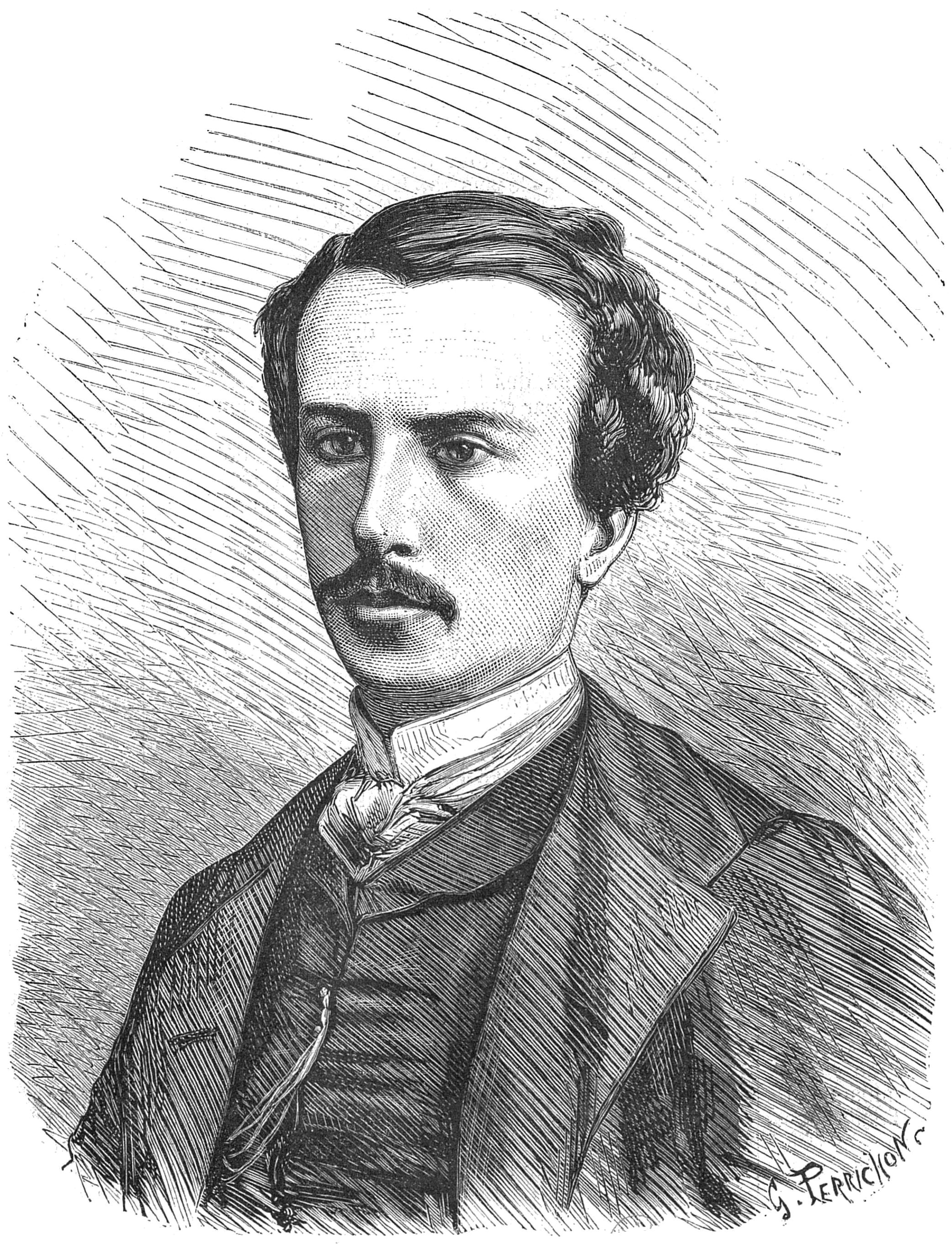
Charles de Ravinel

- Henri Lanique (décédé en 1898) homme politique lorrain[4]. Il a été député au Reichstag en 1889[5].
- 14 février à Verdun : Louis-Émile Durandelle[6], mort à Bois-Colombes le 12 mars 1917 [7], photographe français.
- 27 mai à Einville-au-Jard : François-Désiré Mathieu, mort à Londres le 26 octobre 1908, évêque, cardinal et historien français.
- 15 juin Villotte-Devant-Saint-Mihiel : Émile-Christophe Énard, évêque catholique, et mort à Auch le 13 mars 1907[8].
- 19 juillet à Nancy : Émile Gebhart, mort à Paris le 21 avril 1908, historien d'art et critique littéraire français.
- 31 juillet à Metz : Albert Collignon, avocat, écrivain et journaliste français , mort à Vernon (Eure) le 26 mai 1922[9].
- 29 octobre à Nancy : Charles, baron de Ravinel, mort le 27 octobre 1905 à Nossoncourt (Vosges), est un homme politique français.
- 3 décembre à Metz : Émile Henriot, mort le 16 septembre 1907 à Saint Nicolas d'Acy (Courteuil), général français de la Troisième République.
- 24 décembre à Toul : Émile Cahen, mort le 5 février 1916 dans le 4e arrondissement de Paris, est un rabbin français du XIXe siècle, rabbin de Reims (Marne), de Verdun (Meuse) puis Grand-rabbin de Lille (Nord).
- 27 décembre  dans le hameau de La Grande Catherine à Claudon : François-Théodore Legras[10] mort le 2 août 1916 à Paris, maître verrier français.

## Décès

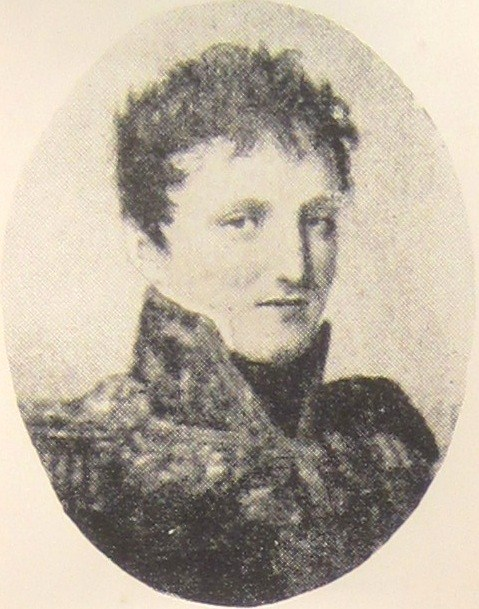
Le général de division baron Jean-Baptiste Pierre de Semellé

- 25 janvier à Courcelles-Chaussy : Jean-Baptiste Pierre de Semellé, né le 16 juin 1773 à Metz ,  général français de la Révolution et de l'Empire. Il est député en 1822 et de 1830 à 1837.
- 15 février à Metz : Charles Augustin Pioche, né à Metz le 2 septembre 1762[11], sculpteur français[12].
- 27 février à Nancy : Claude Charles Estivant est un homme politique français né le 26 avril 1764 à Mirecourt .
- 11 juillet à Nancy : François Alexandre de Metz, né le 21 mai 1780 à Nancy, homme politique français.
- 22 juillet à Nancy : Charlotte Martner (Charlotte-Gertrude-Hélène Daniel, dite après ses mariages Mme Martner (1798), puis Mme Camô (1811)), miniaturiste, une artiste peintre et une sculptrice française, née à Paris le 15 août 1781 . Surtout connue pour ses miniatures, elle est notamment active à Fort-de-France, en Martinique, dans les années 1800 et 1810.
- 11 août à Nancy : Henri César Auguste Schwiter, né le 8 janvier 1768 à Rueil-Malmaison (Hauts-de-Seine), général français de la Révolution et de l’Empire.
- 14 août : Nicolas-François, baron Christophe , né le 23 septembre 1770 à Nancy, général français de la Révolution et de l’Empire.